# 杜邦圆环
杜邦圆环（Dupont Circle）是华盛顿哥伦比亚特区西北区的一个交通环岛、公园、社区和历史街区，位于马萨诸塞大道、康涅狄格大道、新罕布什尔大道、P街和19街的交汇处。杜邦圆环社区的边界大致为东到16街，西到22街，南到M街、N街和罗得岛大道，北到佛罗里达大道。大部分街区都被列入国家历史名胜名录。当地政府咨询委员会和杜邦圆环历史街区的边界略有不同。
该社区以其高度集中的大使馆和智库而闻名。